# 中村-大都會大道車站
中村-大都會大道車站（英語：Middle Village–Metropolitan Avenue station）是紐約地鐵BMT默特爾大道線的一個總站，位於皇后區中村大都會大道及倫塔爾廣場交界，設有M線（任何時候停站）列車服務。

## 車站結構
| G 街道層 | 出入口                | 閘機、車站詢問處、月台層 車站位於街道層 |
| G 街道層 | 2號軌道               | 往默特爾-威克奧夫大道（鮮潭路）         |
| G 街道層 | 島式月台，左/右側開門 |                                         |
| G 街道層 | 1號軌道               | 往默特爾-威克奧夫大道（鮮潭路）         |

車站建於地壘，北端建於街道層，設有一個島式月台和兩條軌道，以及一些長椅。軌道在月台北端的止衝擋結束。

## 外部連結
- nycsubway.org—BMT Myrtle Avenue Line: Metropolitan Avenue
- Station Reporter — M train
- The Subway Nut — Middle Village–Metropolitan Avenue Pictures（页面存档备份，存于）
- Metropolitan Avenue entrance from Google Maps Street View
- Platform from Google Maps Street View （页面存档备份，存于）